# Гре-Нал

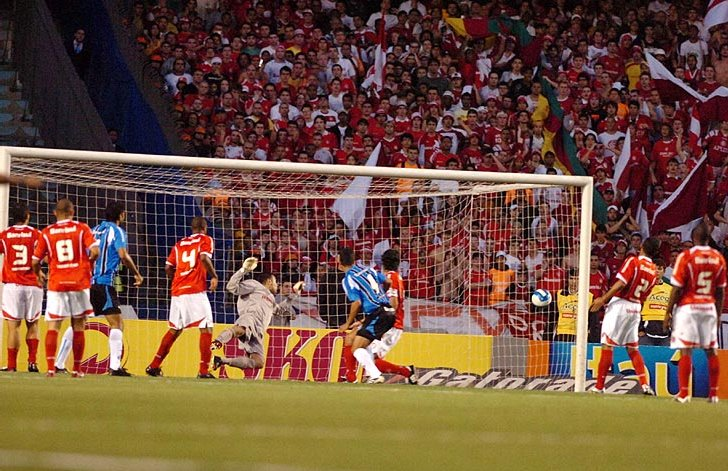
Игровой момент в классико Гре-Нал

«Гре-Нал» (порт.-браз. Grenal; GreNal; Gre-Nal) — общепринятое название противостояния (класико) бразильских футбольных клубов «Гремио» и «Интернасьонал». Оба клуба представляют город Порту-Алегри, столицу штата Риу-Гранди-ду-Сул. Название класико произошло от соединения первых букв «Гремио» и последних — «Интернасьонала». Термин придумал в 1926 году журналист и болельщик «Гремио» Иво дос Сантос Мартинс.
С 1909 по 2018 год команды в общей сложности встречались 417 раз. «Интер» одержал 156 побед, «Гремио» — 130, вничью команды сыграли 131 раз. Разница мячей — 584:547 в пользу «Интернасьонала».
Оба клуба выигрывали Кубок Либертадорес, главный южноамериканский клубный турнир, «Гремио» — трижды, «Интер» — два раза. По одному разу они становились лучшими в мире — «Гремио» выигрывал Межконтинентальный кубок в 1983 году, а «Интернасьонал» — победитель Клубного чемпионата мира ФИФА 2006 года. Кроме того, «Интер» — обладатель Южноамериканского кубка 2008 года, второго по значимости трофея континента. Чемпионом Бразилии «Интер» становился трижды — все три раза в 1970-е годы (1975, 1976, 1979). «Гремио» же выигрывал «бразилейран» два раза — по разу в периоды наивысших результатов команды в двух десятилетиях — в 1981 и 1996 годах. «Гремио» относится к числу наиболее титулованных клубов с точки зрения побед в Кубке Бразилии; у «трёхцветных» пять победы, тогда как у «колорадос» только одна. В то же время, «Интер» превосходит «Гремио» по количеству побед в чемпионатах штата (45 против 37).
Учитывая значительные достижения обеих команд на бразильской и международной аренах, противостояние «Гре-Нал» является одним из самых важных в бразильском и мировом футболе.

## История

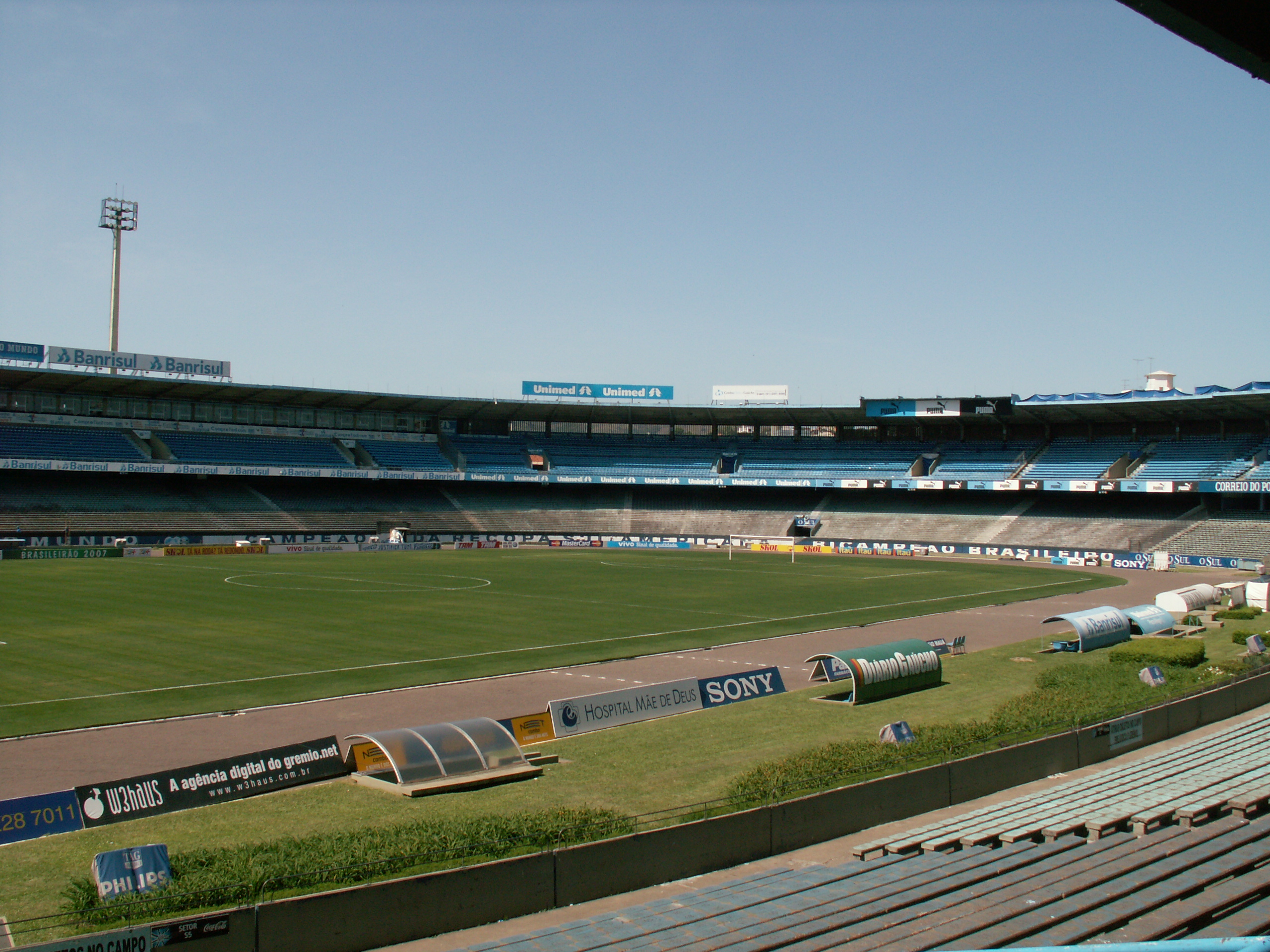
Стадион «Гремио» Олимпико Монументал.

Основанный на 6 лет раньше, «Гремио» в первые годы значительно превосходил молодую команду «Интернасьонала», когда эта команда ещё только проходила период становления. В первом Гре-Нале «трёхцветные» буквально уничтожили своих соперников, обыграв их со счётом 10:0 18 июля 1909 года. 5 голов в том матче забил немец Эдгар Бут, который также является автором первого гола в истории этого класико.
«Интернасьонал» сумел выйти вперёд по количеству побед в 89-м Гре-Нал (победа 4:2) 30 сентября 1945 года, в период Компрессорного катка. На тот момент у «Интера» стало 38 побед, у «Гремио» — 37, при 14 ничьих.
«Интер» стал первым клубом штата, который привлёк в основной состав игроков африканского происхождения (в 1926 году). «Гремио», который был основан немецкими аристократами, долгое время не мог преодолеть расовых предрассудков, царивших в Бразилии в начале XX века. Первый шаг был сделан в 1952 году, когда президент «Гремио» Сатурнино Ванцелотти приобрёл кумира торсиды «Интера» Тезоуринью. Несколько месяцев спустя Ванцелотти нанял ещё одного афро-бразильца, Фожиньо, в качестве тренера команды. Начиная с 1956 года «Гремио», уже не делавший различий в цвете кожи игроков, выиграл 12 чемпионатов штата за 13 лет.
«Интер» ответил своей потрясающей серией после строительства стадиона Бейра-Рио, выиграв все чемпионаты штата с 1969 по 1976 год. В этот период в 40 Гре-Налах «Интер» одержал 18 побед, сыграл вничью столько же и проиграл только 4 игры. С 17 октября 1971 по 13 июля 1975 «Интер» не проигрывал в 17 класико подряд — это самая долгая беспроигрышная серия в Гре-Нал. Самой долгой аналогичной серий для «Гремио» был период с 16 июня 1999 по 28 октября 2002 года, когда «трёхцветные» не проигрывали в 13 играх подряд.
В начале 1980-х годов преимущество «Интера» по количеству побед в класико достигло 31. В 2002 году разница сократилась до 15, в настоящий же момент у «колорадос» на 23 победы больше, чем у «гремистас».
Четырежды «Гремио» выигрывал у «Интернасьонала» шесть раз подряд, последний раз это случилось в 1977—1978 годах. Четыре раза «Интер» повторял свой рекорд в пять побед подряд над соперником — последний такой случай был в 1974—1975 годах.
В истории противостояния двух клубов часто были периоды, когда один из клубов находился в периоде расцвета, а другой значительно ему уступал. В 2006 году произошло некоторое выравнивание в результатах: «Интер» выиграл Кубок Либертадорес и занял второе место в чемпионате Бразилии, а «Гремио», только что вернувшийся из Серии B, финишировал третьим. В следующем году «трёхцветные» дошли до финала Кубка Либертадорес, на что «Интер» «ответил» победами в Южноамериканском кубке в 2008 году и Кубке Либертадорес 2010.

## Лучшие бомбардиры
Самые славные бомбардирские достижения приходятся на первую половину XX века. Лучшим бомбардиром в истории Гре-Нала является интерист Карлитос, забивший в 62 матчах 42 гола в ворота «Гремио». Он же является самым лучшим бомбардиром в истории «Интернасьонала». Аргентинец Хосе Вильяльба, также игравший за Интер в 1940-е годы, отметился 20-ю забитыми голами за «Интер». Лучшим бомбардиром-«гремистас» является Луис Карвальо с 17-ю забитыми мячами. Он также выступал за свою команду в 1930-40-е годы.